# 平良伊津美
平良伊津美（たいら いつみ 1965年- ）は静岡県生まれの作曲家・教育家。

## 略歴・人物
1984年、静岡県立静岡高等学校卒業。1988年、静岡大学教育学部音楽科卒業。1993年、東京芸術大学音楽学部別科作曲専修修了。1995年、渋谷高等学院で音楽講師として3年間勤務。2007年、埼玉県立所沢東高等学校、2008年、埼玉県立川越高等学校定時制で音楽講師を務める。

## 作曲一覧
- 静岡県立静岡高等学校 応援曲 Right On![4]
- 渋谷高等学院 校歌